# Phycocyanobiline
La phycocyanobiline est une phycobiline, c'est-à-dire un chromophore de structure tétrapyrrole ouverte, de couleur bleue. On la trouve chez les cyanobactéries et les chloroplastes des algues rouges, des glaucophytes et des cryptophytes. Elle est liée par une liaison thioester à l'allophycocyanine et à la phycocyanine, les deux phycobiliprotéines qui en contiennent et dont elle est l'accepteur d'énergie final. 